# Беннетт, Карен
Карен Беннетт (англ. Karen Bennett; род. 5 февраля 1989, Перт) — британская гребчиха, выступающая за сборную Великобритании по академической гребле с 2011 года. Серебряная призёрка летних Олимпийских игр в Рио-де-Жанейро, обладательница серебряной медали чемпионата мира, чемпионка Европы, победительница и призёрка многих регат национального значения.

## Биография
Карен Беннетт родилась 5 февраля 1989 года в Перте, Австралия. Детство провела в Эдинбурге, Шотландия. 
Занималась академической греблей в клубе «Лендер» в Хенли-он-Темс.
Дебютировала в гребле на международной арене в сезоне 2011 года, когда вошла в состав британской национальной сборной и выступила на молодёжном мировом первенстве в Амстердаме, где в зачёте распашных рулевых восьмёрок заняла итоговое пятое место.
В 2015 году дебютировала на этапах Кубка мира, побывала на взрослом чемпионате мира в Эгбелете, откуда привезла награду серебряного достоинства, выигранную в безрульных четвёрках — в финале пропустила вперёд только экипаж из Соединённых Штатов.
Выиграв чемпионат Европы 2016 года в Бранденбурге, благополучно прошла отбор на Олимпийские игры в Рио-де-Жанейро. В составе экипажа, куда также вошли гребчихи Мелани Уилсон, Фрэнсис Хотон, Полли Суонн, Кейти Гривз, Джессика Эдди, Оливия Карнеги-Браун, Зои Ли и рулевая Зои де Толедо, в решающем финальном заезде восьмёрок пришла к финишу второй, уступив около двух с половиной секунд команде США, и тем самым завоевала серебряную олимпийскую медаль. Впервые в истории британским спортсменкам удалось получить олимпийскую медаль в данной дисциплине.
После Олимпиады Беннетт осталась в составе гребной команды Великобритании и продолжила принимать участие в крупнейших международных регатах. Так, в 2017 году в безрульных двойках она одержала победу на этапе Кубка мира в Белграде и взяла бронзу на европейском первенстве в Рачице, тогда как в восьмёрках стала серебряной призёркой на этапе Кубка мира в Познани и заняла пятое место на мировом первенстве в Сарасоте.
В 2018 году была второй на этапах Кубка мира в Белграде и Линце, добавила в послужной список серебряную медаль, полученную в восьмёрках на домашнем чемпионате Европы в Глазго. При этом на чемпионате мира в Пловдиве показала в финале шестой результат.